# Kosuke Yamazaki
Kosuke Yamazaki (山﨑 浩介 Yamazaki Kosuke?), född 30 december 1995 i Saitama prefektur, är en japansk fotbollsspelare som spelar för Montedio Yamagata.

## Karriär
Yamazaki började sin karriär 2018 i Ehime FC. Inför säsongen 2021 gick han till Montedio Yamagata.